# Grugny
Grugny és un municipi francès situat al departament del Sena Marítim i a la regió de Normandia. L'any 2007 tenia 916 habitants.

## Demografia

### Població
El 2007 la població de fet de Grugny era de 916 persones. Hi havia 160 famílies de les quals 24 eren unipersonals (4 homes vivint sols i 20 dones vivint soles), 68 parelles sense fills, 64 parelles amb fills i 4 famílies monoparentals amb fills.
La població ha evolucionat segons el següent gràfic:
Habitants censats

### Habitatges
El 2007 hi havia 169 habitatges, 167 eren l'habitatge principal de la família, 1 era una segona residència i 1 estava desocupat. 166 eren cases i 2 eren apartaments. Dels 167 habitatges principals, 127 estaven ocupats pels seus propietaris, 39 estaven llogats i ocupats pels llogaters i 1 estava cedit a títol gratuït; 1 tenia una cambra, 2 en tenien dues, 15 en tenien tres, 61 en tenien quatre i 88 en tenien cinc o més. 134 habitatges disposaven pel capbaix d'una plaça de pàrquing. A 78 habitatges hi havia un automòbil i a 78 n'hi havia dos o més.

### Piràmide de població
La piràmide de població per edats i sexe el 2009 era:
| Homes | Edats   | Dones |
| ----- | ------- | ----- |
| 4     | 95 o +  | 8     |
| 8     | 90 a 94 | 8     |
| 0     | 85 a 89 | 32    |
| 20    | 80 a 84 | 8     |
| 24    | 75 a 79 | 20    |
| 36    | 70 a 74 | 60    |
| 76    | 65 a 69 | 68    |
| 24    | 60 a 64 | 16    |
| 32    | 55 a 59 | 20    |
| 48    | 50 a 54 | 40    |
| 52    | 45 a 49 | 20    |
| 76    | 40 a 44 | 32    |
| 0     | 35 a 39 | 40    |
| 8     | 30 a 34 | 16    |
| 20    | 25 a 29 | 16    |
| 4     | 20 a 24 | 4     |
| 32    | 15 a 19 | 24    |
| 24    | 10 a 14 | 12    |
| 8     | 5 a 9   | 28    |
| 8     | 0 a 4   | 8     |

## Economia
El 2007 la població en edat de treballar era de 473 persones, 216 eren actives i 257 eren inactives. De les 216 persones actives 197 estaven ocupades (108 homes i 89 dones) i 19 estaven aturades (6 homes i 13 dones). De les 257 persones inactives 51 estaven jubilades, 27 estaven estudiant i 179 estaven classificades com a «altres inactius».

### Ingressos
El 2009 a Grugny hi havia 171 unitats fiscals que integraven 441,5 persones, la mediana anual d'ingressos fiscals per persona era de 19.570 €.

### Activitats econòmiques
Dels 8 establiments que hi havia el 2007, 3 eren d'empreses de construcció, 1 d'una empresa de comerç i reparació d'automòbils, 1 d'una empresa d'hostatgeria i restauració, 1 d'una empresa immobiliària, 1 d'una entitat de l'administració pública i 1 d'una empresa classificada com a «altres activitats de serveis».
Dels 4 establiments de servei als particulars que hi havia el 2009, 1 era una fusteria, 1 electricista, 1 restaurant i 1 agència immobiliària.
L'any 2000 a Grugny hi havia 6 explotacions agrícoles que ocupaven un total de 186 hectàrees.

## Equipaments sanitaris i escolars
El 2009 hi havia una escola elemental.

## Poblacions més properes
El següent diagrama mostra les poblacions més properes.